# Bocchoris isakalis
Bocchoris isakalis là một loài bướm đêm trong họ Crambidae.